# Vadito
Vadito és una concentració de població designada pel cens dels Estats Units a l'estat de Nou Mèxic. Segons el cens del 2000 tenia 242 habitants.

## Demografia
Segons el cens del 2000, Vadito tenia 242 habitants, 87 habitatges, i 64 famílies. La densitat de població era de 108,6 habitants per km².
Dels 87 habitatges en un 41,4% hi vivien nens de menys de 18 anys, en un 54% hi vivien parelles casades, en un 14,9% dones solteres, i en un 25,3% no eren unitats familiars. En el 23% dels habitatges hi vivien persones soles el 13,8% de les quals corresponia a persones de 65 anys o més que vivien soles. El nombre mitjà de persones vivint en cada habitatge era de 2,78 i el nombre mitjà de persones que vivien en cada família era de 3,31.
Per edats la població es repartia de la següent manera: un 30,2% tenia menys de 18 anys, un 7,4% entre 18 i 24, un 28,9% entre 25 i 44, un 18,2% de 45 a 60 i un 15,3% 65 anys o més.
L'edat mediana era de 35 anys. Per cada 100 dones de 18 o més anys hi havia 108,6 homes.
La renda mediana per habitatge era de 16.875 $ i la renda mediana per família de 20.625 $. Els homes tenien una renda mediana de 31.875 $ mentre que les dones 4.375 $. La renda per capita de la població era de 9.481 $. Aproximadament el 41,1% de les famílies i el 35,8% de la població estaven per davall del llindar de pobresa.

## Poblacions més properes
El següent diagrama mostra les poblacions més properes.